# Anita O'Day
Anita O'Day (née Anita Belle Colton) est une chanteuse américaine de jazz (née le 18 octobre 1919 à Chicago et morte à West Hollywood, le 23 novembre 2006).

## Carrière
Anita O'Day est née Anita Belle Colton le 18 octobre 1919. Son père est alcoolique, joueur et coureur de femmes. Dès son adolescence, Anita Belle Colton fume de l'herbe. Pour gagner de l'argent, elle  commence à se produire comme chanteuse dans des bals et des fêtes et à participer à des concours de chants ou de danse, puis dans des clubs.
Pure autodidacte, Anita O'Day devient chanteuse professionnelle en 1939 sur la recommandation de l'un des responsables de Down Beat, Carl Cons, qui l'a entendue par hasard au club « Kitty Davis » de Chicago. Elle connaît le succès dès ses premiers enregistrements avec Gene Krupa et Roy Eldridge en 1941, se démarquant des chanteuses contemporaines grâce à son sens rythmique et sa façon de se présenter comme l'un des musiciens plutôt que comme une diva. Elle évolue avec d'autres big bands dans les années 1940, notamment avec celui de Stan Kenton, avant de prendre le virage bebop dans les années 1950, développant un scat hors pair. Elle fait partie de l'écurie Verve Records depuis les débuts du label, signant une quinzaine d'albums.
Son heure de gloire vient lors du Festival de Jazz de Newport en 1958, alors qu'elle est filmée à son insu pour le film Jazz on a Summer’s Day qui la fait connaître à travers le monde. Comme bien d'autres musiciens de l'époque, elle est dépendante à l'héroïne, qui a failli lui coûter la vie lors d'une overdose en 1968, ainsi qu'elle le décrit dans ses mémoires High Times, Hard Times, publiés en 1981.
Le 28 octobre 1970, lors d'un passage à Paris en première partie de Charlie Mingus, elle est huée et insultée par le public pendant plus d'une demi-heure à cause de sa couleur de peau. Finalement, Charlie Mingus vient sur scène pour tenter de calmer les choses, et il déclare d'un air désespéré : « Ce que vous faites subir à Anita ce soir, c'est ce que nous vivons tous les jours, nous, les noirs américains ! »,.
On peut l'entendre chanter de nouveau à Paris plusieurs années plus tard, par exemple au New Morning en 1988, et au Franc Pinot en 2004. Elle vit jusqu'en 2006, publiant à l'âge de 87 ans un dernier album, Indestructible.

## Discographie
- Let me off uptown (avec Gene Krupa, 1941)
- And her tears flowed like wine (avec Stan Kenton 1944, très grand succès, plus d'un million et demi de disques vendus).
- This is Anita (1956)
- Them There Eyes (1956)
- Pick Yourself Up (Verve, 1956)
- Sings the Most (avec Oscar Peterson, 1957)
- Sings the winners (1958)
- Cool Heat (avec Jimmy Giuffre, 1959)
- Anita O'Day Swings Cole Porter With Billy May (Verve,1959)
- Incomparable (Verve, 1960)
- All the sad young men (avec The Gary Mc Farland orchestra, 1961)
- Don't explain (1961)
- Trav'lin' Light (Hollywood (janvier 1961)
- Time for Two (avec Cal Tjader, 1962 )
- Live In Tokyo (avec Toshiyuki Miyama and All Stars Orchestra 1963)
- Fly me to the moon (1966)
- Anita O'Day in Berlin (1970 - Live at the Berlin Jazz Festival avec G.Arvanitas - piano, J.Samson - basse, C.Saudrais - batterie) - MPS
- Blue Skies (1979)
- Live at the city (San Francisco, Septembre 1979)
- In a mellow tone (1989)

## Cinéma
- 1959, Jazz on a Summer’s Day, documentaire réalisé par Bert Stern et  Aram Avakian
- 2007, Anita O'Day: The Life of a Jazz Singer, documentaire réalisé par Robbie Cavolina et Ian McCrudden
- Voir filmographie[6]